# Trachymene stricta
Trachymene stricta är en flockblommig växtart som beskrevs av Aleksandr Andrejevitj Bunge. Trachymene stricta ingår i släktet Trachymene och familjen flockblommiga växter. Inga underarter finns listade i Catalogue of Life.